# Gernika-Lumo
Gernika-Lumo är en kommun i Spanien. Den ligger i Biscayaprovinsen i den autonoma regionen Baskien i norra delen av landet, 300 km norr om huvudstaden Madrid. Antalet invånare är 17 033 (2024). Kommunen består av en sammanslagning av de tidigare kommunerna Gernica och Lumo.